# Grammopelta niepelti
Grammopelta niepelti är en fjärilsart som beskrevs av Max Wilhelm Karl Draudt 1930. Grammopelta niepelti ingår i släktet Grammopelta och familjen påfågelsspinnare. Inga underarter finns listade i Catalogue of Life.